# Stéréodescripteur
Un stéréodescripteur est une entité de la nomenclature IUPAC des composés chimiques servant à préciser la configuration d'une molécule. R et S en sont des exemples. 